# Tannefors

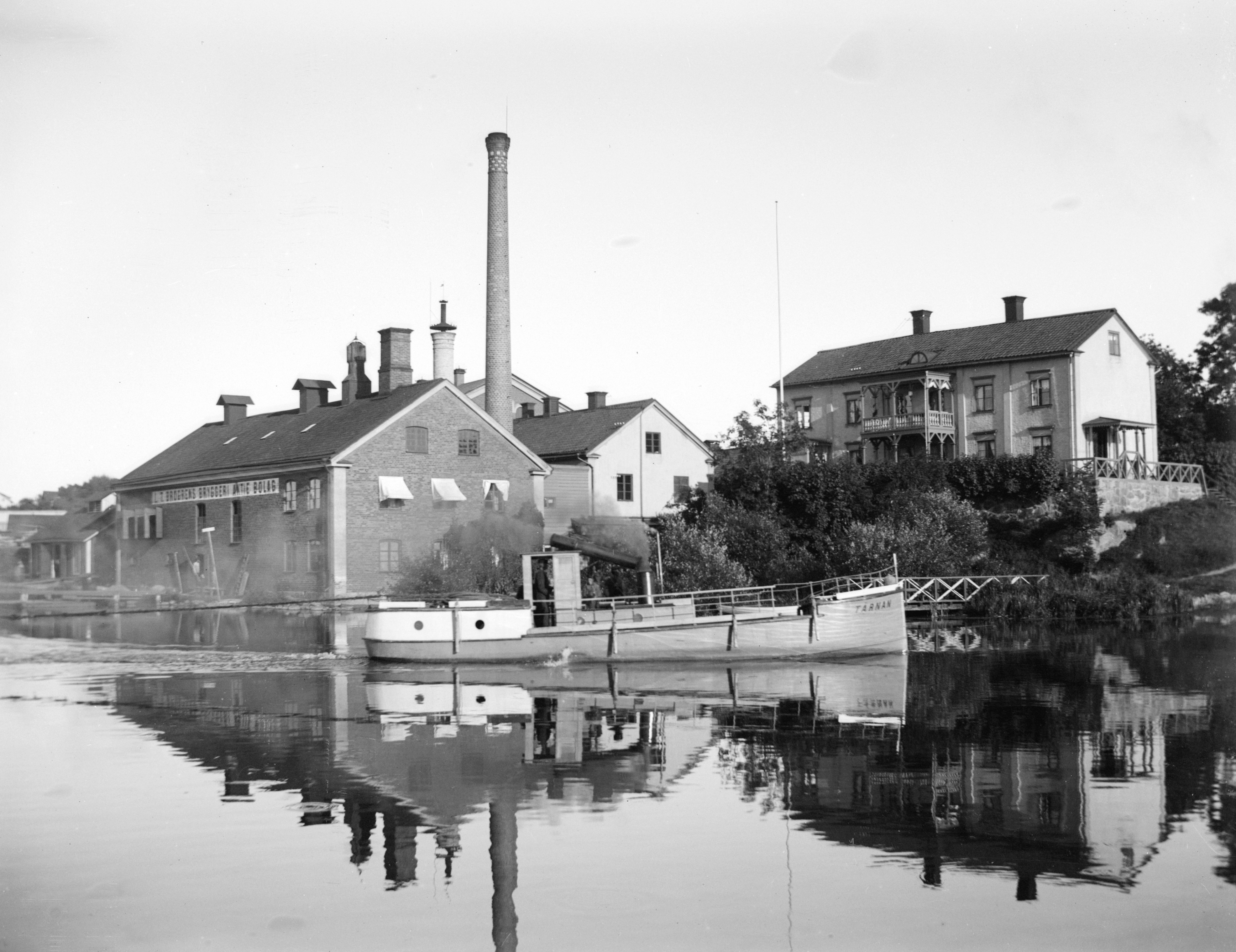
L.T. Brogrens Bryggeri vid Stångån, med ångbåten Tärnan med sin skorsten fälld för passage uppströms. Numera ligger Hotel Scandic Linköping City på tomten.

Tannefors är en stadsdel i Linköping. Den ligger strax öster om stadens centrum, på motsatt sida Stångån. Tannefors var en gång en av Östergötlands största kvarnbyar (liksom Mjölby och Öjebro) och här kom sedermera många industrier och verksamheter att förläggas, till exempel L.T. Brogrens Bryggeri och ASJ. 
I Tannefors finns ett hållställe för tågen på Tjustbanan och Stångådalsbanan. I Tannefors huserar också fotbollslaget Tannefors IF. Såväl Kungsbergsskolan som Tanneforsskolan är belägen i denna stadsdel. Tannefors gränsar till stadsdelarna Johannelund, Hejdegården, Innerstaden, Kallerstad, Tallboda och Hackefors.
Som gammalt arbetarkvarter har Tannefors kommit att jämföras med Södermalm i Stockholm på grund av områdets ökade popularitet. Stadsdelen har de senaste åren haft en stark tillväxt med restauranger och caféer vilket har lockat yngre att flytta till stadsdelen.